# Gidavinachannapura, Nagamangala
Gidavinachannapura là một làng thuộc tehsil Nagamangala, huyện Mandya, bang Karnataka, Ấn Độ.